# Atractodes piceicornis
Atractodes piceicornis är en stekelart som beskrevs av Alexander Henry Haliday 1838. Atractodes piceicornis ingår i släktet Atractodes och familjen brokparasitsteklar. Inga underarter finns listade.